# Ariel (торговая марка)
Ariel — торговая марка, принадлежащая компании Procter & Gamble. Под данной маркой выпускают средства для стирки белья и вещей. 

## История
В 1961 году был основан Европейский технический центр Procter & Gamble BVBA, который разместился в Бельгии.
Благодаря работе данного центра, в 1967 году был представлен стиральный порошок под брендом «Ariel», который предполагался для стирки белых вещей на основе соединения ферментов с инкапсулированным отбеливателем. В 1992 году был предоставлен стиральный порошок для цветных вещей. В 2001 году впервые были представлены жидкие таблетки для стирки белья, которые со временем стали улучшаться по форме, составу и упаковке.
В России начал продаваться в 1993 году в качестве порошка для ручной стирки и для стиральных машин активаторного типа, позже (в 1996 году) в продажу поступил порошок для автоматических стиральных машин.

### Настоящее время
Продукцию под данным брендом производят в большинстве стран присутствия компании P&G. В 2020 году было отмечено, что торговая марка «Ariel» популярна в Мексике, а также продвигается в США через сеть Walmart.
В России стиральный порошок «Ariel» производят на заводе компании P&G в городе Новомосковск (Тульская область). В 2015 году было вложено в данный завод 2,5 млрд рублей, а в 2017 году было объявлено, что будет дополнительно проинвестировано 5 млрд рублей.
По состоянию на 2012 год, продукция P&G занимала лидирующие позиции в России, а бренд «Ariel» был лидером по числу запросов в Яндексе и упоминаний в Яндекс. Новостях.
В июле 2020 года ФАС России объявила о возбуждении дела против российского дистрибьютора ООО «Проктер энд Гэмбл Дистрибьюторская Компания» из-за ввоза в страну товаров из Европы, отличающихся по составу от продукции, предлагаемой в самой Европе. В компании прокомментировали, что для производства стиральных порошков используются более 100 формул только в одной Европе и у неё нет какого-либо «золотого стандарта». Тем не менее, регулятор обязал указывать на этикетке предупреждение о разном составе для Европы и России.
После начала вторжения России в Украину, P&G объявила о сокращении ассортимента представленных брендов, сворачивании всех инвестиционных и маркетинговых проектов. При этом какие бренды будут уходить из России указано не было. В марте также были повышены закупочные цены на товары, в частности на стиральные порошки на 30 %. В декабре 2022 года было отмечено, заводы продолжают работать, в частности производят стиральный порошок «Ariel».

## Ассортимент
- Стиральный порошок (Ariel Original, Ariel Color);
- Капсульные таблетки (Ariel Premium PODS®, Ariel Color/Original All-in-1);
- Гель (Ariel Gel в различных вариациях);
- Жидкое средство для стирки (Ariel Original, Ariel Color).

Разнообразие продукции зависит от конкретной страны. Вышеуказанный перечень актуален для Великобритании.